# Gonolobus triflorus
Gonolobus triflorus là một loài thực vật có hoa trong họ La bố ma. Loài này được M.Martens & Galeotti mô tả khoa học đầu tiên năm 1844.